# カツオ人間
カツオ人間（カツオにんげん）は、日本の高知県生まれのマスコットキャラクターである。「カツオ」のぶつ切り頭と、人間を合わせたキャラクターで「キモカワ」キャラとして活動中。

## 概要
2007年に株式会社　山西金陵堂が、高知を代表する魚「鰹」をもとにキャラクター化。
2008年8月には、着ぐるみが製作され数々のイベントに出演中。
2011年7月28日には、東京・銀座にある高知県のアンテナショップ「まるごと高知」のPR大使に任命された。

## カツオ人間の特徴
- モチーフは、鰹と人間
- 生年月日は、不詳（37歳）
- 身長・体重は、不詳
- 出身は、土佐沖
- 好きな食べ物は、軍鶏鍋
- 趣味は、サーフィン・一本釣り
- 性格は、いごっそう・気まぐれ
- 声は発しないが、土佐弁でしか話さないらしい
- はちきんという雌のカツオ人間もいる